# Black Diamonds
Black Diamonds es el primer EP de la banda estadounidense de metalcore Issues. Fue lanzado el 13 de noviembre de 2012 a través de Rise Records y fue producido por Kris Crummett y el tecladista del grupo Tyler "Scout" Acord.

## Antecedentes
La mayoría de los miembros de la banda procedían de exmiembros de Woe, Is Me, siendo Tyler Carter, Michael Bohn, Cory Ferris y Ben Ferris. Después de dejar su banda anterior, grabaron y lanzaron este EP debut. Más tarde, en 2014, Josh Manuel reemplazó a Case Snedecor en la batería y pasó a grabar el álbum titulado Issues. El sencillo principal, titulado "King of Amarillo", fue lanzado el 2 de octubre de 2012, junto con un vídeo con la letra.

## Lista de canciones
| N.º | Título                                                          | Duración |  |
| 1.  | «Black Diamonds»                                                | 1:57     |  |
| 2.  | «King of Amarillo»                                              | 3:29     |  |
| 3.  | «The Worst of Them»                                             | 3:36     |  |
| 4.  | «Princeton Ave»                                                 | 3:48     |  |
| 5.  | «Love, Sex, Riot» (con Chris Fronzak de Attila)                 | 3:18     |  |
| 6.  | «Her Monologue» (incluye pista oculta de "Embrace Your Issues") | 6:22     |  |

## Personal
Issues
- Tyler Carter - voz
- Michael Bohn - Voz gutural
- AJ Rebollo – Guitarra líder
- Case Snedecor - batería

Músicos adicionales
- Tyler "Scout" Acord: tocadiscos, teclados, sintetizadores, programación